# Riera de Rupit
La riera de Rupit és un afluent del riu Ter per la seva esquerra. Neix d'un conjunt de fonts i torrents que s'originen a les zones altes de la serra de Collsacabra. La riera comença a prendre forma després de creuar el pont dels Tres Ulls, al molí del Soler, on forma un toll. Després de creuar el poble de Rupit, la cascada del Rodó i la Pomareda, les seves aigües s'estimben pel salt de Sallent, l'element més important del seu recorregut. Sota el salt es forma la gorga del Diable i després, el riu travessa un tram boscós de les Guilleries per desembocar en l'embassament de Susqueda.

## El salt de Sallent
Es tracta d'una cascada d'uns cent metres d'altura molt popular entre els barranquistes. El salt és pràcticament vertical i separa el Collsacabra de les Guilleries. Després de néixer en un entorn de gres, la riera es precipita per una alta balconada calcària la meitat inferior de la qual és de travertí.
La baixada s'ha dividit en dues parts d'uns 50 m cadascuna, amb línies de ràpels a la dreta de la cascada.

## Els ponts
A Rupit hi ha un pont penjant sobre la riera que va ser construït l'any 1945 i reconstruït en 1994. El pont de Cal Badaire va ser reconstruït al 1983 i servia de pas entre Rupit i Susqueda. El pont de la Sala és un pont medieval que comunica el poble amb Cantonigròs.